# San Juan de Aragón
San Juan de Aragón es uno de los 12 pueblos de la Gustavo A.Madero, realizada a lo largo de 20 años (por secciones) a cargo de los arquitectos mexicanos Héctor Velázquez Moreno y Ramón Torres Martínez; situada a una altitud de 2450 m s. n. m. al Noreste de la Ciudad de México. Se encuentra a una temperatura promedio de 17°C; su salida y puesta de Sol se observan a las 04:57 a. m. y a las 18:16 p. m. respectivamente. A ésta altura, el aire fluye a una velocidad de 8,1 km/h, con dirección al Norte, variando al Noroeste. Ocupa una superficie total de 11 000 000 m² y cuenta con capacidad de albergar a 75 000 personas. Se popularizó en 1962 como conjunto urbano habitacional único en su género, debido a la creciente y descontrolada demanda del área, teniendo su auge y éxito en las décadas de 1970 y 1980; y que actualmente cuenta con una población de 1,799,484 habitantes, siendo el núcleo de la Zona Metropolitana del Distrito Federal, y sus coordenadas son: 19°28′0″N 99°5′0″O / 19.46667, -99.08333 (Latitud. 19.4666667 °, Longitud. -99.0833333 °).

## Historia
Los antecedentes se remontan al año 1435, cuando los mexicas después de derrotar a los tepanecas de Azcapotzalco, fijan nuevos límites a las tierras de los tlatelolcas permitiéndoles establecer en ellas sus propios derechos de pesca. Poco más de dos siglos y medio tuvieron que pasar para que los naturales de la parcialidad de Santiago Tlatelolco rentaran sus tierras por primera vez, la primera persona en rentar dichas tierras es el capitán de corazas Blas López de Aragón, oriundo de Sevilla, quien forma la Hacienda de Santa Anna Aragón, una de las más antiguas del Valle de México, cercana a la Villa de Guadalupe y colindante con el río de Guadalupe (hoy una avenida) hasta su desembocadura en el lago de Texcoco.
Esta propiedad es de tipo mixto: se cultivaba y se criaba ganado. El casco o casa principal estaba situado en lo que hoy es la calzada de Guadalupe, a la altura de su cruce con la calle de Netzahualcóyotl, y semejaba una fortaleza medieval. Con los años la hacienda cambia su nombre por el pueblo de San Juan de Aragón que surge como sitio para que vivan los trabajadores de la hacienda. Para ese entonces, a mediados del siglo XIX existían 87 casas en torno al casco y 458 habitantes.
En el siglo XVIII al tomar gran importancia la “Villa de Guadalupe”, por ser el lugar de toma de posesión de los virreyes, disminuyó la importancia de la Hacienda de Aragón como punto de atracción económica para los trabajadores, quienes preferían establecerse alrededor de la Villa. De esta manera las rancherías crearon un pequeño pueblo cuyas actividades giraban en torno a la Hacienda.

## Partición de Bienes
El 11 de septiembre de 1856 el presidente Ignacio Comonfort promulgó decreto por el cual se reconoce la existencia legal del pueblo de Aragón, al cual se le anexó el nombre de San Juan, referido al Santo que se festeja en esa fecha “San Juan Crisóstomo” y se fundó el pueblo llamado San Juan de Aragón. Por ese tiempo, la Hacienda de Aragón tuvo un resurgimiento con la administración de Francisco Anaya, el cual era un cacique que tenía a la mayoría de los habitantes del pueblo de Aragón trabajando bajo sus órdenes y cobrándoles impuestos por la extracción de la sal. Posteriormente la administración de la Hacienda pasó a manos de Remigio Noriega, de igual forma continuó con la práctica de endeudamiento y acasillamiento de los trabajadores.
Sin embargo el estallido de la Revolución Mexicana, trajo consigo modificaciones sustanciales en el pueblo de San Juan de Aragón. La hacienda fue fraccionada y al finalizar la gesta revolucionaria (1917), se realizó la distribución de tierras a los campesinos, tomando un carácter ejidal los terrenos repartidos.
El 7 de diciembre de 1922, se le hace la primera dotación de ejidos al pueblo de San Juan de Aragón con una extensión de 1.074 hectáreas (Senties, 1991). Para ese entonces, lo que llegaría a ser el Bosque de San Juan de Aragón se localizaba en la zona antiguamente utilizada como potrero de la Hacienda de Aragón y al sureste del pueblo que tiene el mismo nombre. El lugar era una zona de terrenos baldíos, con tipo de suelo salitroso, que desfavorecía el crecimiento de abundante vegetación y que impidió que fuera una zona de cultivo intenso.
Durante el sexenio de Lázaro Cárdenas (1934-1940), se tomó la medida de crear un campamento de reforestación en la zona desecada del lago (que ya había agotado su reserva salina) para evitar tolvaneras que afectaran a la población aledaña además de brindarles un espacio ambiental en el que pudieran recrearse. La obra fue encargada al ingeniero Loreto Fabela, quien después de una serie de dificultades para acondicionar el terreno para la reforestación, sentaría las bases de lo que hoy conocemos como el Bosque de San Juan de Aragón.
Debido al crecimiento demográfico en la zona noreste de la Ciudad de México, la Regencia del Distrito Federal, encabezada por Uruchurtu, se vio obligada a proveer vivienda a la población que lo necesitaba, así como a reubicar los asentamientos irregulares de la Sierra de Guadalupe (México) mediante un proyecto de gobierno que incluyó la construcción de unidades habitacionales, un bosque y un lago. Las primeras unidades habitacionales recibieron el nombre de Campamento José L. Fabela en reconocimiento al arduo trabajo del ingeniero por reforestar e inducir la aparición del Bosque. Es interesante destacar que el origen del Bosque no fue ideado como la creación de un Bosque propiamente dicho; más bien, la idea era que las unidades habitacionales que se iban a instalar en esa zona contasen con un parque recreativo.
En la década de los sesenta el Departamento del Distrito Federal construye allí la Unidad Habitacional San Juan de Aragón, una cuarta parte del territorio es ocupado por el bosque, lago y zoológico del mismo nombre y alrededor surgieron varias colonias.

## Conjunto Urbano
El 22 de febrero de 1962 se publicó en el Diario Oficial el decreto por el cual se expropiaron 885.39-82 ha. al ejido de San Juan de Aragón a favor del Departamento del Distrito Federal, mismas que se destinarían a la construcción de aproximadamente 9,937 viviendas económicas en siete unidades habitacionales, así como un campo deportivo, conformado por áreas verdes, lagos artificiales y un zoológico que abastecieran de zonas de esparcimiento a las colonias ya establecidas y a los habitantes de las Unidades Habitacionales en construcción.
Posteriormente se consideró la extensión territorial del Bosque para crear un parque de diversiones que, según decreto de 1963 emitido por el Departamento del Distrito Federal, fue de 278 ha. al incluir la superficie del zoológico la extensión del Bosque daba un total aproximado de 290 hectáreas. En 1964 se funda e inaugura el Hospital Pediátrico de San Juan de Aragón, mismo que aún brinda servicio médico hasta la fecha.
Bajo este marco, el presidente de la República Lic. Adolfo López Mateos inauguró el 20 de noviembre de 1964 el Bosque y el Zoológico de San Juan de Aragón, bajo la premisa de que la zona noreste de la Ciudad de México requería de un área verde que tuviera la función de mejorar el ambiente al consagrarse como un “pulmón” y el de fungir como una zona recreativa orientada a la población de bajos recursos que se localizaba en las zonas aledañas. En 1965 se llevó a cabo la construcción de cabañas en las cuales se podían realizar días de campo.
El 28 de enero de 1972 fue inaugurado por el Jefe del Departamento del Distrito Federal Lic. Octavio Senties Gómez y Mario Moreno “Cantinflas” un teatro al aire libre en el cual se ofrecían obras de teatro, eventos musicales, entre otros.
El 23 de diciembre del mismo año fue inaugurado el Centro de Convivencia Infantil (C.C.I.) “Sara Pérez de Madero”, cuyo objetivo principal era el desarrollo de diferentes aptitudes en el infante, así como la oportunidad de brindarles un servicio de calidad a los niños que vivían en la zona noreste de la Ciudad de México. A la par del C.C.I., se construyeron instalaciones dedicadas a las actividades recreativas y deportivas, como fue el caso del Acuario, Delfinario y Balneario Público inaugurado en noviembre de 1974.
Los cuales en la actualidad se encuentran en desuso ya que están cerrados, sin acceso al público, y desde afuera se puede constatar que se encuentran en ruinas.

## Festividades
Cada año, los habitantes de diversas partes ajenas o no a las colonias y fraccionamientos que conforman la zona, recrean la famosa batalla en la que el General Ignacio Zaragoza venció al ejército francés el 5 de mayo de 1862.
Los orígenes de esta fiesta datan de 1896. La celebración del 5 de mayo se escenificaba en San Cristóbal Nexquipaya, población aledaña al lago de Texcoco y perteneciente al Estado de México.  En aquel tiempo un grupo de pobladores de Aragón se dedicaba a la extracción de sal, producto que comercializaban en Nexquipaya; al respecto, la familia de mercaderes Manrique, llevaron a Nexquipaya esta sal para su venta, que al estar en el poblado vieron la representación, y les gustó tanto que hicieron un trueque: ofertaron la sal y les entregaron los diálogos. Emocionados, regresaron a San Juan de Aragón y con sus amigos empiezan a analizar las formas de cómo podrían escenificar esa batalla.
Estos señores modificaron los guiones nombrando al libreto "Los Tratados de la Soledad", mismos que se prestaban a muchachos de la comunidad para que siguieran relatando los artículos de cada tratado. En ellos se representa al General Juan Prim y al General Manuel Doblado, que en la obra son los que relatan los tratados. En la celebración intervenían alrededor de 50 personas como máximo.
Hasta 2001, se contabilizaron más de 1,500 participantes, que con sus vestimentas conservan la costumbre, y el público asistente rebasa los cinco mil.
La fiesta inicia el día 4 a las 2:30 p. m. con la concentración de tropas en la explanada del pueblo dirigiéndose hacia el ejido el pueblo, el día 5 empieza a las 6:00 a. m. con el izamiento de la bandera y entre 9:00 y 10:00 de la mañana principia el recorrido por el pueblo para reunir a las abanderadas que participarán en el desfile.  Una vez reunidos los contingentes, se realizan honores a Ignacio Zaragoza y Benito Juárez, y se hace una remembranza de lo que significó la batalla de Puebla. Posteriormente inicia el desfile cívico por las calles del pueblo. Los franceses desfilan y bailan al ritmo de la banda, y los zacapoaxtlas bailan y cantan al compás de la chirimía. Es un momento festivo para todo el pueblo. Durante el trayecto no deja de escucharse la música, cantos, gritos y detonaciones.
Posteriormente, el clímax de la obra se presenta al momento de resonar cañones de ambos bandos; después, al frente de cada ejército, se enfrentan los generales y posteriormente las tropas.  Se forman grupos de diez contrincantes de cada bando y detonan sus armas simulando la batalla. No deja de haber riesgos, por lo que las detonaciones deben cumplir ciertas normas, como disparar hacia arriba y no acercarse a más de un metro del adversario y después salir por los extremos. La intensidad y frecuencia de los disparos se escuchan a cientos de metros. En el centro de la batalla la atmósfera presenta una apariencia real de guerra; el humo y el olor de la pólvora, el sonido de las detonaciones, la algarabía y la aglomeración de las tropas representan con realismo una batalla. Con esta representación finaliza la festividad. termina esta magna celebración el día 6 de mayo por la tarde
Año con año el domingo antes de comenzar la cuaresma, se celebra en el Pueblo San Juan de Aragón uno de sus carnavales más representativos dónde la gente se mofaba de la aristocracia, en los tiempos del Maximato. 
Los hacían de la siguiente manera: los hombres con traje de catrín en color negro y máscaras de cera simulando la cara blanca y barbas largas de los burgueses, así como hombres con vestidos largos, bailando cuadrillas por las calles de la colonia. Actualmente también participan mujeres y la vestimenta con el tiempo también se ha ido modificando, así como la música ahora se pueden escuchar canciones modernas a ritmo de banda para amenizar aún más esta fiesta. 
Participa la viuda y el “ahorcado” quién dice lo condenan a la pena de ahorcamiento por haberse robado unos guajolotes para comer y el osito que recorre el pueblo al son de la raspa, el recorrido se hace por secciones en un total de 3 días, la gente que pide su visita es quién coopera ya que esta tradición sobrevive gracias a ellos y a los participantes pues no tiene patrocinio alguno.
Fiesta del Barrio de San Miguel Arcángel
Organizada por la mesa directiva de uno de los barrios más emblemáticos del pueblo de San Juan de Aragón, se lleva a cabo desde mediados del mes de octubre con una programación de visitas del santo patrono a diversos domicilios no solo del mismo barrio, si no de otras colonias aledañas como forma de agradecimiento durante el periodo de dicha festividad.
Durante este periodo, que va de mediados de octubre al 29 de septiembre, se pasea la imagen de San Miguel Arcángel a manera de procesión durante las calles del pueblo de San Juan de Aragón, con oraciones y pirotecnia, acompañada de los demás Santos patronos que conforman los barrios de dicho pueblo.
Una semana antes del 29 de septiembre, se celebran bailes sonideros en las calles de dicho barrio que han marcado una expresión cultural de dicha festividad no solo a nivel local sino a nivel de la Ciudad de México donde concurre la música el baile y la convivencia.
La celebración de tal festividad culmina el día 29 de septiembre con las tradicionales mañanitas al santo patrono, a quién se viste de ropajes nuevos donados por la familia que lo haya recibo en su día a quien se les denomina "padrinos", mismos que ofrecen comida y cena a los pobladores en honor del santo. Asimismo es celebrada en la iglesia de San Juan Crisóstomo una misa como parte de la celebración religiosa.
Por la tarde en la plaza principal se realiza una vervena con representaciones musicales en vivo, generalmente música para bailar, para después dar paso por la noche al encendido del castillo de pirotécnico con el que culmina la celebración.
En Diciembre, es lugar de paso de peregrinos que se dirigen hacia la basílica de Guadalupe. Asimismo, en los barrios todavía se celebran posadas navideñas, donde los vecinos a veces cierran las calles para realizar una festividad colectiva; se realiza la pedida de posada y también se arruya al niño. Dado que en esta zona hay muchas iglesias, a veces las procesiones se encaminan a ellas. 
También hay muchos de los denominados bailongos de sonidero, destacando grandes artistas de este estilo de música formados en esta zona, como Alberto Pedraza creador de la Guaracha sabrosona.

## Atracciones
Cabe mencionar que San Juan de Aragón cuenta con amplias áreas verdes, muy pocas colonias cuentan con ellas, además de tener al alcance de la población atracciones turísticas como el zoológico de San Juan de Aragón, 
Este zoológico fue inaugurado el 20 de noviembre de 1964, tiene una gran variedad de especies animales, y está abierto al público en general de martes a domingo. Está situado enfrente del bosque de Aragón, siendo este una de las áreas verdes más importantes de la Ciudad de México, teniendo una extensión de 162 hectáreas, 48 de estas destinadas a espacios culturales y de recreación. Son opciones fascinantes para un fin de semana con la familia, por esto y más San Juan de Aragón es una de las colonias más bellas y agradables para visitar.

## Actualidad
Hoy en día, se encuentra dividida en 15 colonias, compuestas por 39 fraccionamientos, donde la aridez del lugar y su clima desértico cambiaron paulatinamente a un ambiente templado y fértil.

### Colonias
- San Juan de Aragón
- Aragón Inguarán
- Bondojito
- Ejidos de San Juan de Aragón
- Guadalupe Insurgentes
- Gertrudis Sánchez
- La Joya
- Nueva Tenochtitlán
- Romero Rubio
- San Felipe de Jesús
- Pueblo de San Juan de Aragón
- Campestre Aragón
- La providencia
- Casas Alemán
- Ex-Escuela de Tiro
- Cerro Prieto
- Cuchilla del Tesoro
- Los Olivos

### Fraccionamientos
- Agrícola Oriental Norte
- Agrícola Oriental Sur
- Aguilera
- Aldama
- Belisario Domínguez
- Bosques de Aragón
- Casas Alemán
- Constitución de la República
- Ciudad Netzahualcóyotl (Ciudad Neza)
- Defensores de la República
- Euzkadi
- Faja de Oro
- Fernando Casas Alemán
- Fernando Casas Alemán (Ampliación)
- Gabriel Hernández
- Gabriel Hernández (Ampliación)
- Iztacalco
- Juan Escutia
- Juan Romero González
- Magdalena de Salinas
- Maravillas
- Mártires de Río Blanco
- México
- Narciso Bassols
- Nueva Atzacoalco
- Panamericana
- Patrimonio
- Salvador Díaz mirón
- San Bartolo Atepehuacán
- San Pedro el Chico
- San Pedro Zacatneco
- Santa María Ticomán
- Vasco de Quiroga
- Venustiano Carranza
- Villahermosa

## Problemática del medio ambiente (planta de desechos sólidos San Juan de Aragón)
Actualmente dentro de la zona, colindando con el Estado de México se encuentra la planta de desechos sólidos San Juan de Aragón, la cual tiene un contraste con el área ecológica del bosque de Aragón que es un pulmón natural al norte de la ciudad, debido a los malos olores y contaminación que arroja al medio ambiente y por ende el deterioro en la calidad de vida y la salud de los habitantes de esta colonia.
La Procuraduría Ambiental y del Ordenamiento territorial la PAOT, ha admitido una denuncia presentada por el partido verde en la que se señala que la contaminación que genera este lugar pone en riesgo la salud de los habitantes de esta zona, sin que esto tenga el impacto suficiente para que sea reubicada a una zona despoblada donde no represente un riesgo de sanidad.
La Colonia se ve envuelta en un creciente problema ecológico, pues la crisis en la recolección de basura de la ciudad ha originado que la zona se convierta, sin serlo, en un depósito a cielo abierto.